# Julien de Médicis (1479-1516)
Pour les articles homonymes, voir Médicis et Julien de Médicis.
Julien de Médicis, en italien Giuliano  di Lorenzo de' Medici (12 mars 1479 - 17 mars 1516), est le septième et dernier fils de Laurent de Médicis, dit le Magnifique, ses frères étant Pierre II de Médicis, dit Pierre II le Malchanceux, et Jean de Médicis qui devint pape sous le nom de Léon X. Il fut duc de Nemours à partir de 1515, seigneur de Florence à partir de 1513 et capitaine général de l'Église du 29 juin 1515 à sa mort.
Après la deuxième expulsion des Médicis de Florence (1494-1512), au cours de son exil, il a fréquenté d'illustres artistes, écrivains et courtisans, de L'Arioste et Raphaël  à Ottaviano Fregoso, de Louis de Canossa à Bernardo Dovizi da Bibbiena, jusqu'à Baldassare Castiglione qui en fit l'un des personnages de son Livre du courtisan, et à Pietro Bembo qui dans la Prosa della vulgaire lingua lui attribue le rôle de champion du modèle florentin du « bon discours »
Il fut aussi un grand mécène, constituant une cour variée d'artistes et d'écrivains, parfois très jeunes ou de valeur modeste, parfois de taille considérable comme l'architecte Giovanni Giocondo et Léonard de Vinci, qui prépara un projet pour la régulation de l'eau des marais pontins.

## Biographie

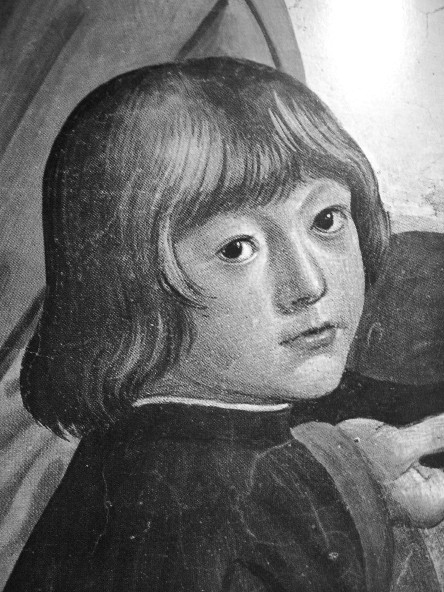
Domenico Ghirlandaio, Giuliano de 'Medici enfant.

### Enfance et adolescence
Giuliano nait au lendemain de la conjuration des Pazzi et des jours de guerre qui ont suivi. Le choix de son nom rappelle son oncle assassiné le 26 avril 1478, Julien de Médicis (1453-1478). Il reçoit une éducation de haut niveau des tuteurs désignés par son père, parmi lesquels l'humaniste Ange Politien. Une œuvre littéraire de son père, Rappresentazione di San Giovanni e Paolo, concerne l'environnement de la jeunesse. En février 1491, Julien est accepté dans la Compagnia del Vangelista, l'une des fraternités de Florence

### Exil des Médicis (1494-1512)
Le frère aîné de Julien, Pierre, est après la mort de son père Laurent, d'avril 1492 à novembre 1494, le chef de famille et donc l'homme politique le plus important de Florence. Julien est avec ses frères lorsque le 9 novembre 1494 les Médicis sont expulsés de la ville et doivent fuir vers Bologne. L'élément déclencheur est la menace qui pèse sur Florence en vue de l'approche de l'armée de Charles VIII (roi de France), venue au sud de la Lombardie pour attaquer le royaume de Naples. L'opposition à Florence s'était rapidement entendue, prenant le parti des Français et s'opposant au soutien des Médicis aux Aragonais de Naples. Julien se réfugie d'abord à Venise.
Au cours des années suivantes, Julien est impliqué à plusieurs reprises dans des tentatives pour encercler Florence et permettre le retour des Médicis. Après la marche italienne de Louis XII, la conquête de la Lombardie en 1499-1500 et après l'établissement d'une domination temporaire sur Naples en 1501-1502, il est mêlé à des tentatives diplomatiques. Au printemps 1502, il est présent à la cour de France et tente de diriger la faveur française en promettant de futures contributions des Médicis en échange de leur retour à Florence.
La cour ducale d'Urbino mérite une mention spéciale dans ce temps d'exil de Julien au tournant de l'année 1506-1507. C'est aussi le lieu de naissance de son fils naturel, Hippolyte de Médicis en mars 1511 dont la mère serait Pacifica Brandano, une dame noble que Julien  viole après s’être enivré. Hippolyte est son seul descendant ; il devint cardinal. En tant que figure semi-littéraire, il est  mentionné dans Le Livre du courtisan de Baldassare Castiglione qui se déroule à Urbino.
En 1512, il est capitaine de la Garde Pontificale à Rome, au poste même qu'occupa naguère César Borgia sous le pontificat de son père Alexandre VI.
Le retour des Médicis en 1512 avec le soutien de l'armée espagnole et du pape Jules II (ennemis des Français auxquels se sont alliés les Florentins) chasse Pier Soderini et marque la fin de la république de Florence. Après la déposition et la fuite de ce dernier, Julien est le premier représentant de sa famille à revenir dans sa ville natale en septembre.

### Frère du pape Léon X (1513-1516)
Après le bref interrègne de son frère le cardinal, devenu en 1513 le pape Léon X, Julien de Médicis, en tant que parent le plus proche du pape, est spécialement choisi pour diriger Florence. il devient la même année le seigneur de Florence jusqu'à sa mort, en 1516. Bien que formellement dirigeant de la cité, Julien reste de facto sous la forte influence de son frère le pape Léon X : les papes Médicis (Léon X et Clément VII) apparaissent comme exerçant une influence déterminante sur la cité entre 1513 et 1527. Il choisit lui-même le surnom sous lequel il devait être connu de ses contemporains et de la postérité, Popolesco, signifiant ainsi qu'il rentrait dans les rangs du peuple et qu'il n'aspirait pas à autre chose qu'être un simple citoyen, un loyal démocrate.
Avec l'élection au trône papal de son frère Jean (11 mars 1513), sa fortune change et il reçoit de nombreux honneurs et postes prestigieux. Grâce au népotisme imperturbable de Léon X, lui et son neveu Laurent II de Médicis obtiennent des récompenses et des investitures qui aboutissent aux deux premiers titres nobles reçus par la famille Médicis : Julien reçoit le titre de duc de Nemours en 1515, pour les services importants rendus à la cour du roi de France Louis XII, bien qu'il n'ait jamais reçu l'investiture officielle du roi en raison de sa mort prématurée.
Il reçoit également les titres de vicaire de Soragna et noble romain à partir de 1513, de gouverneur perpétuel de Parme, Plaisance, Reggio d'Émilie et Modène, et de capitaine général de la Sainte Église romaine, toujours la même année.
Julien épouse, en février 1515, Philiberte de Savoie (fille du duc Philippe II de Savoie), à la cour de France. Philiberte est une tante de François Ier (roi de France) : on peut penser que les Français prennent contact en vue d'un retour en Italie et en fonction de leurs plans de guerre ; une telle conjonction s'intégrerait dans la politique fluctuante d'alliance de Léon X, entre la défense et la capitulation de l'Italie. En tout cas, dans ce contexte, Julien acquit le duché de Nemours, sur lequel Jean d'Armagnac-Nemours avait régné avant lui. Néanmoins, il est physiquement fragile. À partir de la seconde moitié de 1515, son neveu Laurent II de Médicis le représente efficacement dans les tâches politiques et militaires.
Lorsque le roi de France et le pape commencent à envisager pour lui le trône du royaume de Naples, il meurt prématurément après environ huit mois d'infirmité, à l'abbaye de Fiesole le 17 mars 1516, suivi peu après par son neveu Laurent, au grand désarroi du pape qui avait beaucoup dépensé pour la carrière de ses deux descendants. Ses funérailles à Florence ont eu lieu le 19 mars 1516.

### Héritage et conséquences
Le fait que les Médicis aient résidé à Urbino pendant leur exil, mais qu'à l'été 1516, quelques mois après la mort de Julien, ils aient pris des mesures contre le duché et l'aient incorporé dans leur famille, a été considéré comme un acte de déloyauté.
Son fils Hyppolite a temporairement gouverné Florence.

## Dans les arts

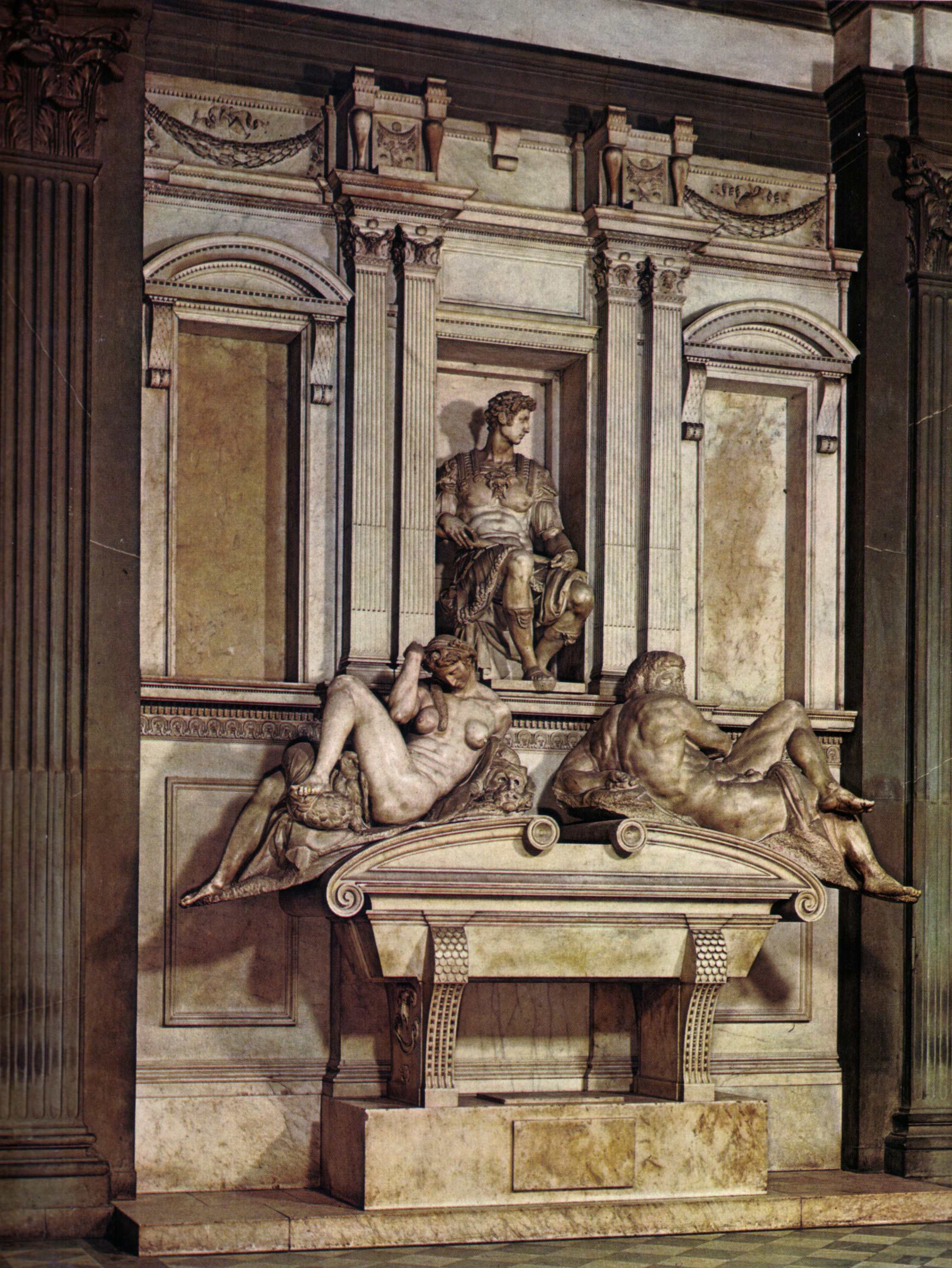
Michel-Ange, tombeau de Julien de Médicis, duc de Nemours.

Il reste quelques portraits de lui, dont le plus important est celui de Raphaël où il apparaît devant un rideau qui dévoile une vue du château Saint-Ange. Une étude pour la peinture est conservée au Metropolitan Museum of Art de New-York.
Son monument funéraire est un des deux tombeaux des Médicis réalisés par Michel-Ange dans la Sagrestia Nuova de la basilique San Lorenzo de Florence, avec les allégories du jour et de la nuit, et sa statue qui le représente habillé en chef romain. À ceux qui signalaient à Michel-Ange la différence entre les traits du portrait et les véritables traits de Julien, le sculpteur répondit qu'au fil des siècles le souvenir de Julien se perdrait bientôt, tandis que chacun se souviendrait de ceux de sa statue.

## Dans la littérature
Le Prince de Nicolas Machiavel était initialement dédié à Julien de Médicis.
Il est aussi l'un des personnages qui conversent dans Prose della vulgar lingua (1525) de Pietro Bembo et dans Le Livre du courtisan (1528) de Baldassarre Castiglione où il mène le débat autour du pendant féminin au Courtisan idéal qui occupe tout le Livre III se fait le défenseur d'une femme de tête qui est sur un pied d'égalité moral avec l'homme.